# Niesięcin
Niesięcin – dawniej samodzielna wieś, od 1988 część miasta Konstantynowa Łódzkiego w województwie łódzkim, w powiecie pabianickim. Leży na północnych rubieżach miasta, wzdłuż ulicy Niesięcin. Szybkie połączenie z centrum zapewnia przelotowa ulica Aleksandrowska.

## Historia
Dawniej samodzielna wieś. Od 1867 w gminie Rszew. Pod koniec XIX wieku liczył 202 mieszkańców. W okresie międzywojennym należał do powiatu łódzkiego w woj. łódzkim. 1 kwietnia 1927 zniesiono gminę Rszew, a Niesięcin włączono do gminy Rąbień. 1 września 1933 Niesięcin utworzył gromadę w granicach gminy Rąbień.
Podczas II wojny światowej włączona do III Rzeszy. Po wojnie Niesięcin powrócił do powiatu łódzkiego woj. łódzkim jako jedna z 10 gromad gminy Rąbień. W związku z reorganizacją administracji wiejskiej jesienią 1954, Niesięcin wszedł w skład nowej gromady Rąbień. W 1971 roku ludność wsi (ze Rszewem i Kolonią Rszew) wynosiła 418.
Od 1 stycznia 1973 w gminie Aleksandrów Łódzki. W latach 1975–1987 miejscowość należała administracyjnie do województwa łódzkiego.
1 stycznia 1988 Niesięcin (430 ha) włączono do Konstantynowa Łódzkiego.